# نوروود (ماساتشوستس)
نوروود (بالإنجليزية: Norwood, Massachusetts)‏ هي بلدة أمريكية تقع في الولايات المتحدة في مقاطعة نورفولك، ماساتشوستس. يقدر عدد سكانها بـ 28,602 نسمة ومساحتها 27.3 كم2 ووترتفع عن سطح البحر 45 متر.

## المناخ
يظهر الجدول التالي التغييرات المناخية على مدار السنة لنوروود:
| البيانات المناخية لـنوروود                                              | البيانات المناخية لـنوروود | البيانات المناخية لـنوروود | البيانات المناخية لـنوروود | البيانات المناخية لـنوروود | البيانات المناخية لـنوروود | البيانات المناخية لـنوروود | البيانات المناخية لـنوروود | البيانات المناخية لـنوروود | البيانات المناخية لـنوروود | البيانات المناخية لـنوروود | البيانات المناخية لـنوروود | البيانات المناخية لـنوروود | البيانات المناخية لـنوروود |
| الشهر                                                                   | يناير                      | فبراير                     | مارس                       | أبريل                      | مايو                       | يونيو                      | يوليو                      | أغسطس                      | سبتمبر                     | أكتوبر                     | نوفمبر                     | ديسمبر                     | المعدل السنوي              |
| ----------------------------------------------------------------------- | -------------------------- | -------------------------- | -------------------------- | -------------------------- | -------------------------- | -------------------------- | -------------------------- | -------------------------- | -------------------------- | -------------------------- | -------------------------- | -------------------------- | -------------------------- |
| الدرجة القصوى °ف (°م)                                                   | 68 (20)                    | 73 (23)                    | 90 (32)                    | 96 (36)                    | 96 (36)                    | 97 (36)                    | 103 (39)                   | 102 (39)                   | 97 (36)                    | 87 (31)                    | 78 (26)                    | 76 (24)                    | 103 (39)                   |
| متوسط درجة الحرارة الكبرى °ف (°م)                                       | 36 (2)                     | 40 (4)                     | 48 (9)                     | 59 (15)                    | 70 (21)                    | 78 (26)                    | 83 (28)                    | 82 (28)                    | 74 (23)                    | 63 (17)                    | 52 (11)                    | 41 (5)                     | 61 (16)                    |
| متوسط درجة الحرارة الصغرى °ف (°م)                                       | 18 (−8)                    | 20 (−7)                    | 29 (−2)                    | 38 (3)                     | 49 (9)                     | 58 (14)                    | 64 (18)                    | 62 (17)                    | 56 (13)                    | 48 (9)                     | 38 (3)                     | 28 (−2)                    | 42 (6)                     |
| أدنى درجة حرارة °ف (°م)                                                 | −19 (−28)                  | −16 (−27)                  | −4 (−20)                   | 14 (−10)                   | 28 (−2)                    | 37 (3)                     | 42 (6)                     | 39 (4)                     | 30 (−1)                    | 20 (−7)                    | 4 (−16)                    | −4 (−20)                   | −19 (−28)                  |
| معدل هطول الأمطار إنش (مم)                                              | 3.43 (87)                  | 3.27 (83)                  | 4.45 (113)                 | 4.17 (106)                 | 3.66 (93)                  | 3.94 (100)                 | 3.78 (96)                  | 3.86 (98)                  | 3.74 (95)                  | 4.17 (106)                 | 4.49 (114)                 | 4.09 (104)                 | 47.05 (1٬195)              |
| متوسط تساقط الثلوج إنش (سم)                                             | 8.0 (20)                   | 11.0 (28)                  | 4.0 (10)                   | 0 (0)                      | 0 (0)                      | 0 (0)                      | 0 (0)                      | 0 (0)                      | 0 (0)                      | 0 (0)                      | 0 (0)                      | 3.0 (7.6)                  | 26 (65.6)                  |
| المصدر: NOAA (relative humidity and sun 1961–1990), The Weather Channel |                            |                            |                            |                            |                            |                            |                            |                            |                            |                            |                            |                            |                            |

## أعلام
- فريدريك إم. إليس
- بيل ترافرز
- شارون لوكهارت
- راي مارتن
- كيث آدامز
- أندي أوكونور
- أولاف هينركسن
- فرانك جي. ألين